# Луї Галле (художник)
Луї Галле (фр. Louis Gallait; 10 березня, 1810, Турне — 20 листопада,1887, Брюссель) — бельгійський художник ХІХ ст.

## Життєпис
Починав як помічник в офісі адвоката. Але вечорами відвідував уроки в художній школі в місті Турне. Керував початковою освітою молодика Філіп-Огюст Геннекен.
1832 року до молодого художника прийшов перший публічний успіх. В місті Гент була відзначена його картина «Динарій кесаря» на конкурсі, організованому Товариством мистецтв і літератури міста Гент. Однак тодішній мер міста відмовив надати молодому художникові стипендію для продовження навчання. Незважаючи на невеликі власні кошти, Луї Галле відбув у місто Антверпен, де влаштувався на навчання у Художню академію, його керівник — художник Маттеус ван Брі (Mathieu-Ignace Van Brée 1783—1839). Останній був майстром історичного живопису. Цікавість до історичних тем буде притаманна і Луї Галле.
Молодий Луї Галле починав працювати в стилістиці академізму і пізнього класицизму. Серед карин цього пероду — «Христос лікує сліпих», 1833, «Смерть Епамінонда», розповсюджені сюжети академічного живопису.
Він на роки збереже різкуваті контури, локальні фарби і твердий малюнок академічної школи. Але не втратить спостережень за реальністю, що наверне художника до побутового жанру і до створення портретів. На відміну від представників академізму буде цікавитись психологією власних персонажів і добре відтворюватиме різні психологчні стани осіб, що притаманне стилю романтизм.

## Історичні картини митця
Представники системи академізму дотримувались власної уяви про престижність окремих жанрів живопису, згідно котрої історичний живопис і біблійна картина були головуючими, тоді як портрет і натюрморт, що копіювали природні явища без суттєвого покращення і підтягуваня до ідеалу, посідали найнижчі, непрестижні місця.
Луї Гале працював художником у роки, коли академізм втрачав ідейну привабливість, тому охоче створював портрети. Але також охоче звертався до створення картин історичної тематики. На сюжети вплинула мода на національні історичні події як засіб національної самоіндифікації. Звідси створення ним картин з історичного минулого Південних Нідерландів — «Присяга Варгаса», 1835, «Імператор Карл V зрікається престолу на користь сина Філіпа ІІ», «Прощання з убитими графами Ламоралем Егмонтом та Горном, Філіпом де Монморансі», 1851, «Чума в місті Турне», 1882 тощо.
Створення картини «Імператор Карл V зрікається престолу на користь сина Філіпа ІІ», 1841, Музей витончених мистецтв (Турне) — свідоцтво його прагнень знайти в історії Бельгії уславленого персонажа. Ним для художника став король Карл V Габсбург, уродженець Південних Нідерландів. Задля створення величної картини Луї Галле витратив три роки життя на вивчення історії, тогочасних костюмів, вивчення документів тої доби і іконографічних джерел. Він і сам розглядав картину розміром п'ять на сім метрів одним із головних власних творів.
Картину покажуть у декільох західноєвропейських столицях як досягнення бельгійського живопису середини ХІХ ст. Полотно на історичну тему на тлі тодішньої моди мало успіх і серед численних схвальних відгуків принесло автору орден Почесного легіона.
Частка німецьких князівств у XVI ст. також входила до імперії Карла V Габсбурга. Тому картину роботи Луї Галле (пишну й пафосну) в німецьких князівствах до їх возз'єднання в єдину державу також сприймали як свідоцтво їхньої історії. Вона матиме суттєвий вплив на тематику і історичний живопис німецьких художників.
Куди більшу зацікавленість мають для сучасного глядача варіанти невеликої картини «Прощання з убитими графами Ламоралем Егмонтом та Горном, Філіпом де Монморансі», 1851, де художник звернувся до подій нідерландської революції середини XVI ст., наслідки котрої мали помітний вплив на хід історії декількох європейських країн.

## Відмова від баронського стана
Король Бельгії запропонував нагородити уславленого художника званням барона. Але майстер чемно відхилив королівську пропозицію.

## Смерть
Помер в місті Брюссель 20 листопада 1887 року. Уславленому художнику створили урочисте поховання

## Вибрані твори
- «Динарій кесаря», 1832
- «Христос лікує сліпих», 1833
- «Едуар Феті», 1835
- «Присяга Варгаса», 1835

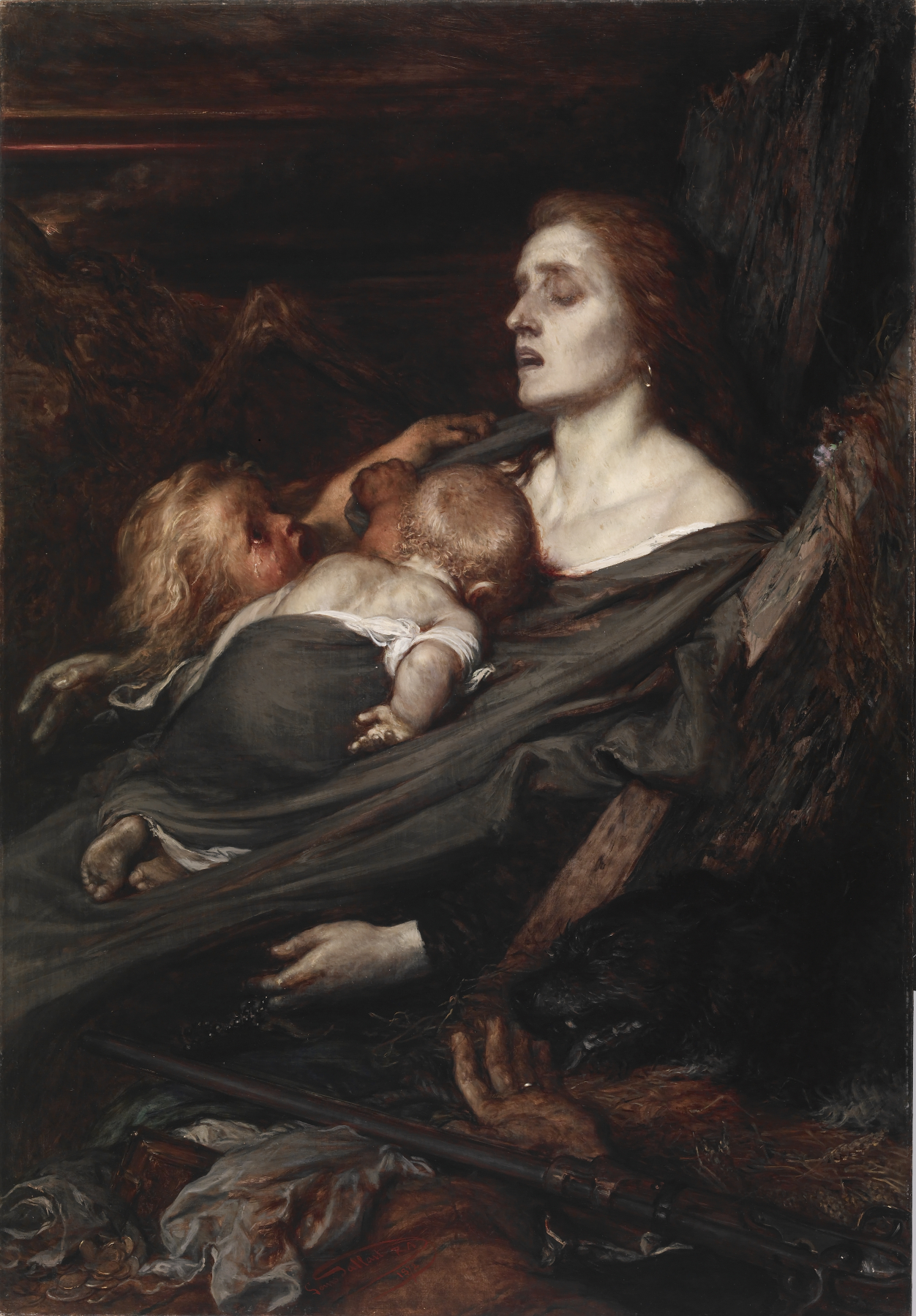
"Алегорія війни ", 1872, Художній музей Волтерс

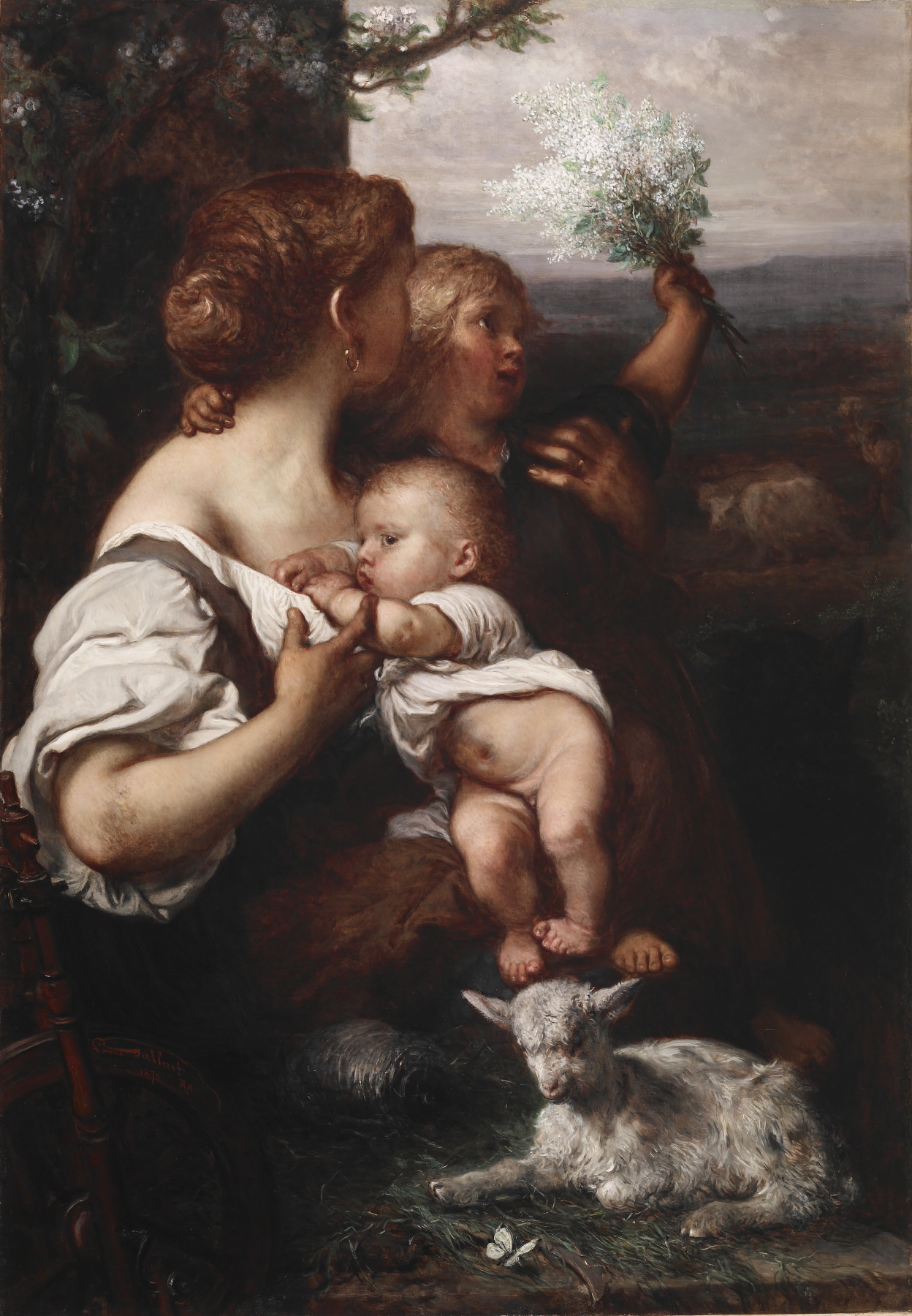
"Алегорія миру ", 1872, Художній музей Волтерс

- «Чернець подав їжу бідним», 1845, Нова пінакотека, Мюнхен
- «Торкватто Тассо у в'язниці», Ермітаж, Санкт-Петербург
- «Імператор Карл V зрікається престолу на користь сина Філіпа ІІ», 1841, Музей витончених мистецтв (Турне)
- «Дружина художника з донькою», 1848, Королівські музеї витончених мистецтв (Брюссель)
- «Циганка з двома дітьми», 1852,
- «Прощання з убитими графами Ламоралем Егмонтом та Горном, Філіпом де Монморансі», 1851, Бруклінський музей
- «Родина рибалки», 1855, Ермітаж, Санкт-Петербург
- "Алегорія миру ", 1872, Художній музей Волтерс
- "Алегорія війни ", 1872, Художній музей Волтерс
- «Чума в місті Турне», 1882

## Галерея обраних картин

### Побутовий жанр

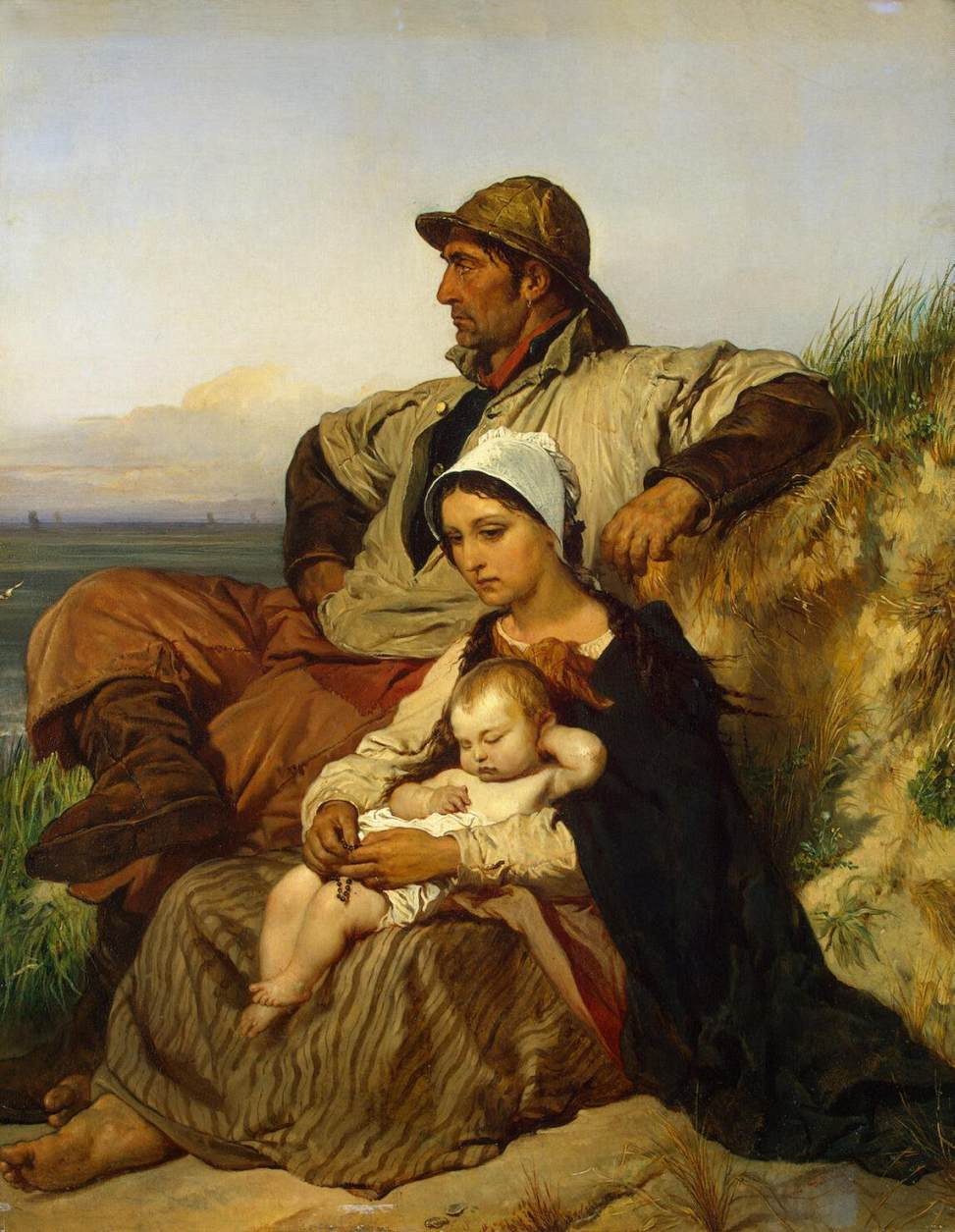
«Родина рибалки», 1855, Ермітаж, Санкт-Петербург
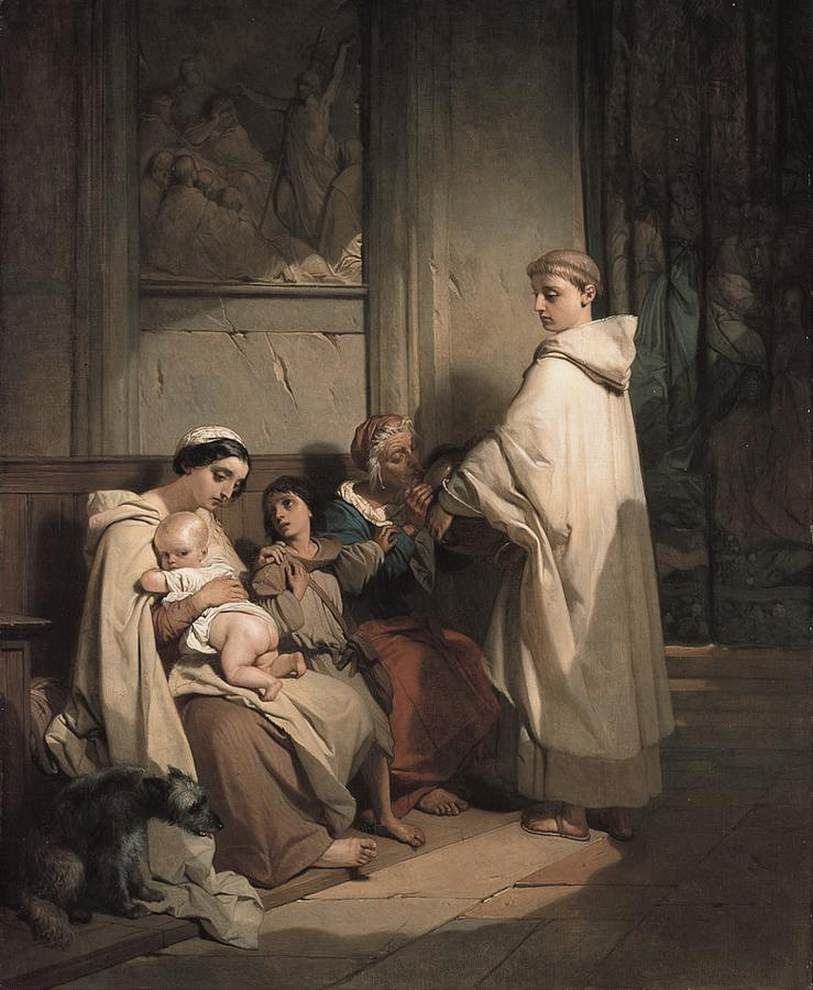
«Чернець подав їжу бідним», 1845, Нова пінакотека, Мюнхен

### Портрет

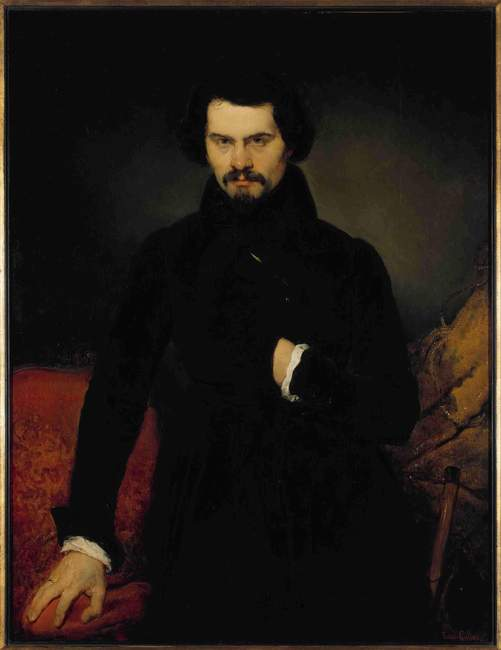
«Едуар Феті», 1835
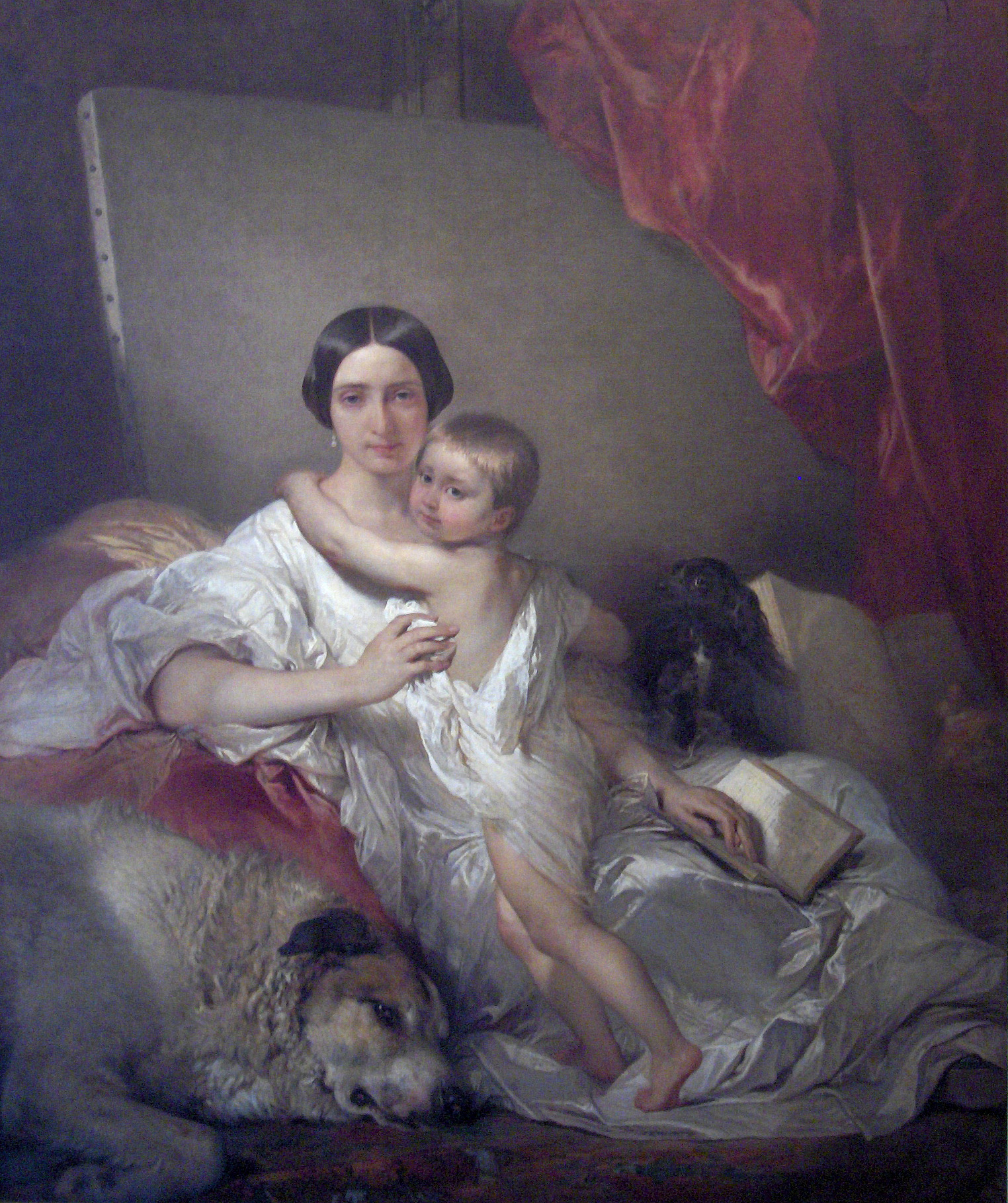
«Дружина художника з донькою», 1848, Королівські музеї витончених мистецтв (Брюссель)
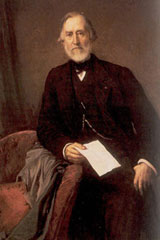
«Ежен Превіньєр», 1875

## Історичний живопис

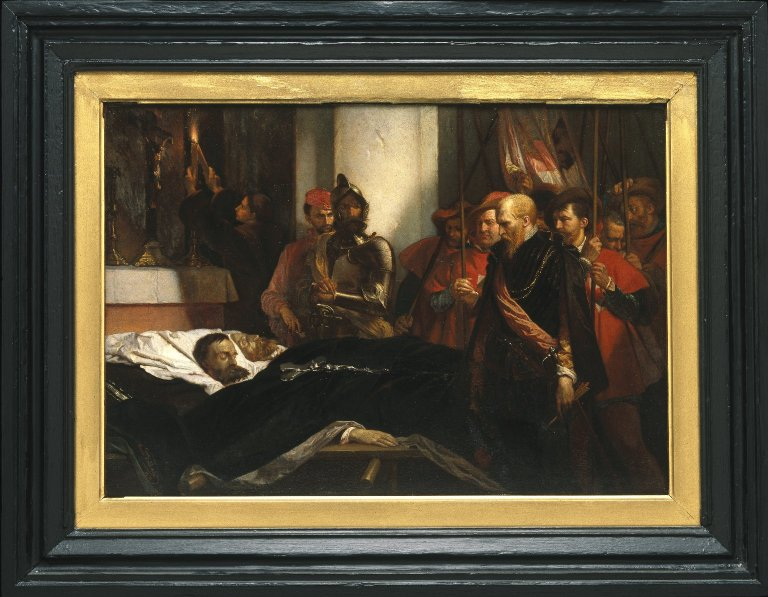
«Прощання з убитими іспанцями графами Ламоралем Егмонтом та Горном, Філіпом де Монморансі», 1851, Бруклінський музей
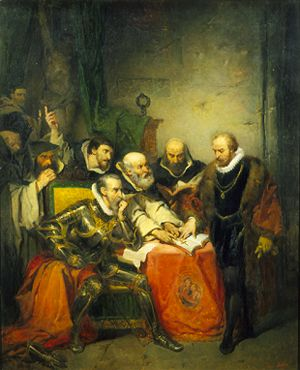
«Присяга Варгаса», 1835